# Will Smith (rink hockey)
Pour les articles homonymes, voir William Smith et Smith.
Will Smith est un joueur international anglais de rink hockey. Il évolue, en 2015, au sein du Middlesbrough RHC.

## Palmarès
En 2015, il participe au championnat du monde de rink hockey en France.